# Jodorowsky's Dune
Jodorowsky's Dune (bra: Duna de Jodorowsky) é um documentário franco-estadunidense dirigido por Frank Pavich. O filme retrata a tentativa frustrada do diretor Alejandro Jodorowsky de adaptar o livro de ficção científica Duna de Frank Herbert para o cinema na década de 1970.